# 白鳥 (東郷町)
白鳥（しらとり）は、愛知県愛知郡東郷町の町名。現行行政地名は白鳥1丁目から4丁目。郵便番号は470-0155（集配局:日進郵便局）。

## 地理
東郷町北部に位置し、東は御岳、西は和合ケ丘、南は大字諸輪・大字和合、北は日進市折戸町に接する。

## 世帯数と人口
2024年（令和6年）4月1日現在の世帯数と人口は以下の通りである。
| 町丁      | 世帯数    | 人口    |
| --------- | --------- | ------- |
| 白鳥1丁目 | 480世帯   | 1,076人 |
| 白鳥2丁目 | 378世帯   | 883人   |
| 白鳥3丁目 | 495世帯   | 1,268人 |
| 白鳥4丁目 | 1,324世帯 | 2,274人 |
| 計        | 2,677世帯 | 5,501人 |

## 学区
町立小・中学校に通う場合、学区は以下の通りとなる。
| 地域        | 小学校             | 中学校             |
| ----------- | ------------------ | ------------------ |
| 1～2・4丁目 | 東郷町立高嶺小学校 | 東郷町立東郷中学校 |
| 3丁目       | 東郷町立高嶺小学校 | 東郷町立諸輪中学校 |

## 歴史

### 沿革
- 1979年（昭和54年）2月22日 - 大字和合（字大坂・南木戸西）・諸輪（字尼ヶ根・押草）の各一部より、白鳥1丁目から4丁目が成立[6][7]。

## 施設
- UR都市機構押草団地
- 愛知警察署
- 東郷町立高嶺小学校
- たかね保育園
- 瀬戸信用金庫東郷支店
- 東郷白鳥郵便局
- パレマルシェ東郷店
- アオキスーパー白鳥店
- カネスエ東郷店
- コーナンPRO東郷店

## 交通
- 愛知県道57号瀬戸大府東海線